# Centris scopipes
Centris scopipes är en biart som beskrevs av Heinrich Friese 1899. Centris scopipes ingår i släktet Centris och familjen långtungebin. Inga underarter finns listade.